# Coregonus johannae
Coregonus johannae је зракоперка из реда Salmoniformes и фамилије Salmonidae.

## Угроженост
Ова врста је изумрла, што значи да нису познати живи примерци.

## Распрострањење
Врста је пре изумирања била присутна у Канади и САД.

## Станиште
Ранија станишта врсте су укључивала језера и слатководна подручја. 
Врста Coregonus johannae је била присутна на подручју Великих језера у Северној Америци.